# Muhammad Sa'ad Abubakar

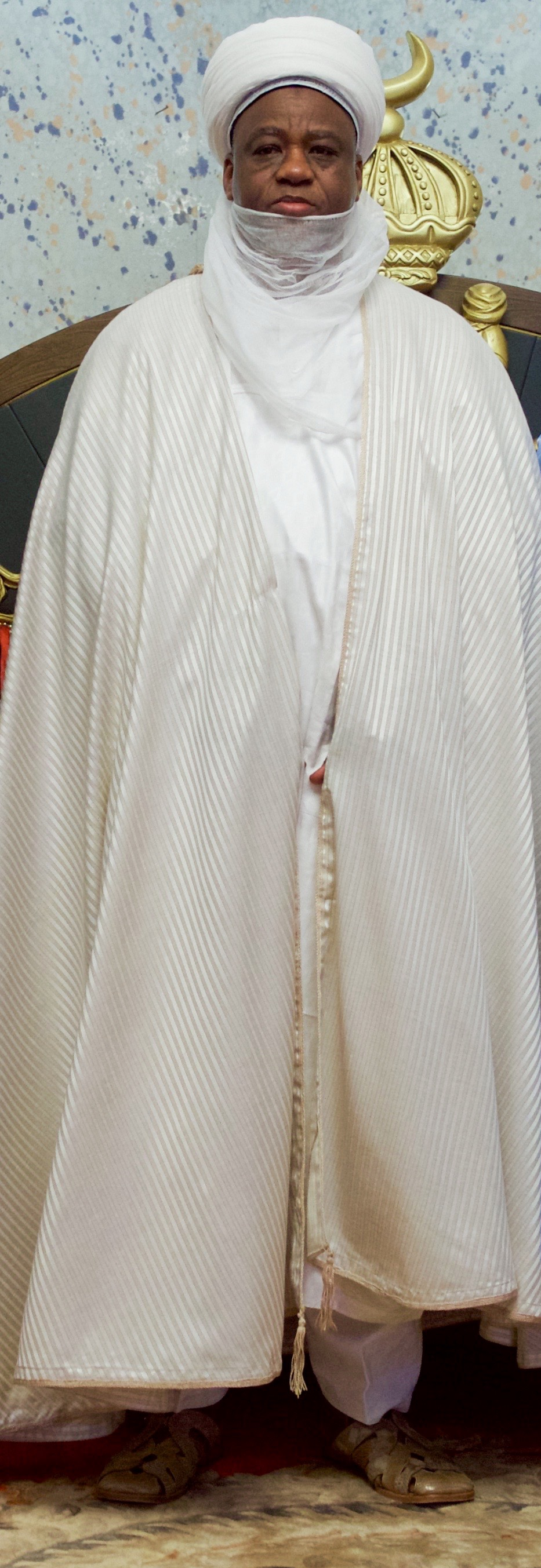
Muhammad Sa'ad Abubakar

Muhammad Sa'ad Abubakar (* 24. August 1956 in Sokoto) ist Sultan von Sokoto.
Abubakar ist der Sohn des früheren Sultans Siddiq Abu Bakar dan Usuman und der jüngere Bruder seines Vorgängers Mohammadu Maccido. Er besuchte ab 1975 die Nigerian Defence Academy in Kaduna und trat zwei Jahre später als Unterleutnant in die nigerianische Armee ein. Als Mitglied einer Elitetruppe wurde er in Indien und Kanada ausgebildet und diente in den 1980er Jahren in der Leibgarde des nigerianischen Präsidenten Ibrahim Babangida und in Friedenstruppen in Tschad und Sierra Leone. Zuletzt war er Militärattaché für Pakistan, bis er am 2. November 2006 nach dem Tod Mohammadu Maccidos zum Sultan von Sokoto bestimmt wurde.
Als Sultan von Sokoto ist Abubakar geistlicher Führer der rund 70 Millionen nigerianischen Muslime. Er ist zudem nominelles Oberhaupt des Bundesstaates Sokoto und Leiter des Supreme Council for Islamic Affairs.
Sa'ad Abubakar und der Erzbischof von Abuja, John Onaiyekan, haben sich 2009 in Lagos in einer gemeinsamen Pressekonferenz gegen religiöse Auseinandersetzungen und für eine Zusammenarbeit des Islam und Christentum in Nigeria ausgesprochen. Beide sind Co-Präsidenten des „Nigerianischen Verbands des Handelns für den Glauben“.
Er war einer der 138 Unterzeichner des offenen Briefes Ein gemeinsames Wort zwischen Uns und Euch (engl. A Common Word Between Us & You), den Persönlichkeiten des Islam an „Führer christlicher Kirchen überall“ (engl. "Leaders of Christian Churches, everywhere …") sandten (13. Oktober 2007).